# Underworld: Evolution
Underworld: Evolution è un film del 2006, diretto da Len Wiseman.
È il sequel di Underworld.

## Trama
Dopo un breve prologo in cui si scoprono le origini delle due razze: il primo immortale Alexander Corvinus ebbe due gemelli Marcus (che fu morso da un pipistrello diventando il capostipite dei Vampiri) e di William (che fu morso da un lupo diventando il primo e il più feroce dei Lycan). Nel 1202, un esercito guidato dai tre vampiri anziani (Marcus , Viktor e Amelia) arriva in un villaggio pieno di lupi mannari e cattura William Corvinus; nonostante la sfida di Markus, Viktor ordina che William venga imprigionato per sempre in un luogo segreto.
Si torna al presente: Kraven, coi pochi seguaci rimastigli, giunge alla tomba di Marcus per ucciderlo e prenderne il potere, ma scopre che questi è già stato risvegliato dal sangue del dott. Singe ed è stato reso un ibrido Vampiro/Lycan (quindi tutto l'opposto di Michael, di base Lycan e poi divenuto ibrido) dal suo sangue, rivelando così un altro modo per creare una mescolanza delle due specie tramite i discendenti di Corvinus.  Marcus uccide i presenti e dissangua Kraven, rivelando che se un vampiro morde un suo simile tramite il suo sangue ne legge i ricordi e parte alla ricerca di Selene. Nel mentre un uomo di nome Lorenz Macaro invia una squadra di "pulitori" per indagare sulle conseguenze della battaglia nella tana dei Lycan. Macaro esamina il cadavere di Viktor e trova all'interno un disco di metallo; è l'abbinamento con un ciondolo originariamente indossato da Sonja . Michael ha ottenuto l'altra metà dall'amuleto  dopo la morte di Lucian.
Selene e Micheal sono in fuga, inoltre l'uomo scopre che potrà solo nutrirsi di sangue, ma vengono attaccati da un mostro alato che scopriranno essere Markus, in cerca d'informazioni su dove sia la prigione di suo fratello William, convinto che la donna sappia qualcosa. Micheal in grado di trasformarsi facilmente in ibrido riesce a tenergli testa, anche grazie allo spuntare della luce del sole, che obbliga Markus alla fuga
Micheal e Selene trovano riparo in un capannone abbandonato dove si riposano e fanno l'amore. La notte i due si recano alla dimora di Tanis, l'antico storico dei vampiri, che secoli prima era stato bandito ed esiliato per aver pubblicato la verità sulle scelleratezze compiute da Viktor. Tanis, dopo aver sguinzagliato contro i due fuggitivi i suoi Mannari da guardia, donatigli da Lucian anni prima, fissa per loro un incontro con qualcuno che avrebbe fornito loro delle informazioni, non prima di rivelargli che Markus è il loro capostipite e donò immortalità a Viktor (a quei tempi un morente signore della guerra), Amelia e al loro esercito, in cambio di rintracciare e fermare William e distruggere coloro che aveva infettato, rivelando che i primi lupi mannari creati da lui, oltre a essere bestie senza controllo non tornavano umani. 
Tanis rivela inoltre che il padre di Selene era l'architetto che ha costruito la prigione di William e che il ciondolo è la chiave. Viktor ha ucciso la famiglia di Selene perché conosceva l'ubicazione della prigione, ma ha trasformato Selene in una vampira col nascondiglio nel suo sangue. Poco dopo la loro partenza Marcus giunge da Tanis e lo uccide dopo aver saputo dove si trovano le due chiavi che aprono la prigione di suo fratello.
Selene e Michael giungono sul luogo indicato da Tanis e s'incontrano con Macaro, appena giunto a Budapest risalendo il Danubio, il quale ha recuperato dalla salma di Viktor una delle due chiavi. Notando il sigillo sul suo anello, Selene scopre la vera identità di Macaro: l'uomo è in realtà Alexander Corvinus, il primo immortale, padre di Marcus e William e antenato di Michael. Selene cerca di convincerlo a fermare Marcus, intenzionato a liberare suo fratello William (per dominare sul mondo con una nuova progenie creata da lui) ma Corvinus esita, l'uomo non ha il coraggio di uccidere i suoi figli.
Markus giunge sul luogo e s'impossessa delle due chiavi, colpisce a morte Michael e Corvinus e morsa Selene scopre dove si trova la prigione del fratello. Corvinus, in fin di vita, dona il suo sangue a Selene, che amplifica così la sua forza e risvegliandone i ricordi. Inseguendo Marcus, Selene giunge all'antica fortezza, con l'aiuto degli uomini di Corvinus, dove è rinchiuso William, qui Marcus libera suo fratello. Fortunatamente Michael, essendo un ibrido, torna alla vita (avendo capacità fuori dal normale) e salva in tempo Selene dall'assalto degli uomini di Corvinus, morsi da William e trasformatisi in Mannari anch'essi. Lo scontro finale dunque termina con la morte di Marcus e William, mentre Selene e Michael vedono il sorgere del sole pensando al loro nuovo futuro insieme, infatti il nuovo sangue le concede di sopravvivere al giorno.

## Distribuzione
Il film è uscito nelle sale statunitensi il 20 gennaio 2006 mentre in Italia il 10 febbraio dello stesso anno.

## Sequel e prequel
Il 20 febbraio 2009 è uscito il prequel Underworld - La ribellione dei Lycans, e il 17 agosto 2011 è uscito il sequel Underworld - Il risveglio e nel 2017 Underworld: Blood Wars.